# Luigi Villoresi
 Luigi Villoresi  va ser un pilot de curses automobilístiques italià que va arribar a disputar curses de Fórmula 1.
Villoresi va néixer el 16 de maig del 1909 a Milà, Llombardia, Itàlia. Va morir el 24 d'agost del 1997.

## A la F1
Va debutar a la segona cursa de la història de la Fórmula 1 disputada el 21 de maig del 1950, el GP de Mònaco, que formava part del campionat del món de la temporada 1950 de F1, de la que va disputar només dues curses.
Luigi Villoresi va participar en un total de trenta-quatre curses (amb 8 podis) puntuables pel campionat de la F1, repartides al llarg de set temporades a la F1, les que corresponen als anys entre 1950 i 1956.
També va disputar i guanyar nombroses curses no puntuables pel mundial de la F1, entre les quals hi ha el Gran Premi de la Penya Rhin de l'any 1948.

## Resultats a la F1
| Any  | Equip                     | Xassís   | Motor    | 1       | 2       | 3       | 4       | 5       | 6       | 7       | 8       | 9       | Posició | Punts |
| ---- | ------------------------- | -------- | -------- | ------- | ------- | ------- | ------- | ------- | ------- | ------- | ------- | ------- | ------- | ----- |
| 1950 | Scuderia Ferrari          | Ferrari  | Ferrari  | GBR     | MON Ret | 500     | SUI Ret | FRA NVS | BEL 6   | ITA     |         |         | -       | 0     |
| 1951 | Scuderia Ferrari          | Ferrari  | Ferrari  | SUI Ret | 500     | BEL 3   | FRA 3   | GBR 3   | ALE 4   | ITA 4   | ESP Ret |         | 5è      | 15    |
| 1952 | Ferrari                   | Ferrari  | Ferrari  | SUI     | 500     | BEL     | FRA     | GBR     | ALE     | HOL 3   | ITA 3   |         | 8è      | 8     |
| 1953 | Scuderia Ferrari          | Ferrari  | Ferrari  | ARG 2   | 500     | HOL Ret | BEL 2   | FRA 6   | GBR Ret | ALE 8*  | SUI 6   | ITA 3   | 5è      | 17    |
| 1954 | Officine Alfieri Maserati | Maserati | Maserati | ARG     | 500     | BEL     | FRA 5   | GBR Ret | ALE NVS | SUI     | ITA Ret |         | 20è     | 2     |
| 1954 | Scuderia Lancia           | Lancia   | Lancia   |         |         |         |         |         |         |         |         | ESP Ret | 20è     | 2     |
| 1955 | Scuderia Lancia           | Lancia   | Lancia   | ARG Ret | MON 5   | 500     | GBR     | BEL     | HOL     | ITA NVS |         |         | 20è     | 2     |
| 1956 | Scuderia Centro Sud       | Maserati | Maserati | ARG     | MON     | 500     | BEL 5   |         |         |         |         |         | 22è     | 2     |
| 1956 | Luigi Piotti              | Maserati | Maserati |         |         |         |         | FRA Ret | GBR 6   | ALE Ret |         |         | 22è     | 2     |
| 1956 | Officini Alfieri Maserati | Maserati | Maserati |         |         |         |         |         |         |         | ITA Ret |         | 22è     | 2     |

(*) Cotxe compartit.

### Resum
| Curses: | Victòries: | Pòdiums: | Poles: | Voltes ràpides: | Punts:  |
| ------- | ---------- | -------- | ------ | --------------- | ------- |
| 34      | 0          | 8        | 0      | 1               | 46 (49) |